# Ephemera
Ephemera – rodzaj jętek z rodziny jętkowatych (Ephemeridae), dla której jest typem nomenklatorycznym. Obejmuje następujące gatunki:
- Ephemera blanda
- Ephemera compar
- Ephemera danica[2] – jętka górska (jętka duńska)
- Ephemera guttulata
- Ephemera lineata[3]
- Ephemera simulans
- Ephemera traverae
- Ephemera varia
- Ephemera vulgata[2] – jętka pospolita